# Ypsolopha colleaguella
Ypsolopha colleaguella is een vlinder uit de familie spitskopmotten (Ypsolophidae). De wetenschappelijke naam is voor het eerst geldig gepubliceerd in 2007 door Baraniak.
De soort komt voor in Europa.